# ?Oryzomys pliocaenicus
?Oryzomys pliocaenicus é um roedor fóssil do Hemphilliano [en] (final do Mioceno) do Kansas, centro dos Estados Unidos. É conhecido a partir de uma única mandíbula (maxilar inferior) com a parte posterior ausente. Todos os três molares estão presentes, mas muito desgastados. Juntos, os molares têm 3,6 mm de comprimento. O fóssil foi descoberto em 1935 e descrito em 1939 como uma possível espécie de Oryzomys (em nomenclatura aberta). Autores posteriores duvidaram dessa alocação e sugeriram que ele poderia pertencer a Bensonomys ou Jacobsomys, mas o material pode não permitir uma identificação definitiva.

## Descoberta e contexto
O único espécime conhecido de ?Oryzomys pliocaenicus é uma mandíbula (maxilar inferior) encontrada na primavera de 1935 por David Dunkle [en] na pedreira de Edson, Condado de Sherman, Kansas. Encontra-se nas coleções do Museu de Zoologia Comparada [en] da Universidade de Harvard como espécime MCZ 6202. A pedreira de Edson está na formação Ogallala [en] e na Idade de Mamíferos Terrestres Norte-Americanos Hemphilliana [en]. Claude W. Hibbard [en] descreveu a mandíbula como ? Oryzomys pliocaenicus em um artigo de 1939. Hibbard escreveu que a fauna era do Plioceno médio, mas agora é considerada do Mioceno. A fauna da pedreira de Edson contém uma diversidade de outros fósseis, incluindo mamíferos, aves, répteis e anfíbios.

## Descrição
?Oryzomys pliocaenicus é conhecido a partir de uma única mandíbula com o incisivo e três molares nela. Grande parte da parte de trás da mandíbula está ausente, incluindo os processos angular, côndilo mandibular e coronoide [en]. O forame mentual, um forâmen (abertura) na frente da mandíbula, no diastema entre o incisivo e os molares, abre-se para cima, um pouco mais do que em Oryzomys palustris. As cristas massetéricas, que ancoram alguns dos músculos da mastigação e estão localizadas na superfície externa da mandíbula, são semelhantes às de Oryzomys. Os molares estão muito desgastados, de modo que restam apenas vestígios das cúspides; nenhuma cúspide pequena acessória é visível. Cada um dos dentes tem duas raízes. O comprimento da fileira dentária é de 3,6 mm e a profundidade da mandíbula abaixo do primeiro molar também é de 3,6 mm.

## Interpretações
Hibbard escreveu que a condição do forame mentual e das cristas massetéricas excluía os espécimes de Onychomys, Peromyscus, Reithrodontomys e Eligmodontia e que, nessas características e em sua profundidade e tamanho, o fóssil se assemelhava mais a Oryzomys; portanto, ele o colocou nesse gênero com uma interrogação. Oryzomys é um gênero vivo que ocorre nos Estados Unidos há pelo menos 300.000 anos. Em 1966, Philip Hershkovitz escreveu que Hibbard havia reconsiderado sua opinião após reexaminar ?Oryzomys pliocaenicus em 1952; ele não mais pensava que era um Oryzomys e, em vez disso, acreditava que poderia ser um Bensonomys. Este último gênero ocorre no final do Mioceno e início do Plioceno da América do Norte e tem sido interpretado de várias maneiras como um parente próximo do sul-americano Calomys ou meramente como um membro evolutivamente convergente da subfamília norte-americana Neotominae. Jon Baskin mencionou o animal em 1978 e 1986, afirmando que não pode ser identificado em nível de gênero, mas pode ser Bensonomys. Embora alguns continuem a listá-lo sob Oryzomys, ele agora é geralmente excluído do gênero. Em 2008, Everett Lindsay listou ?Oryzomys pliocaenicus como uma espécie questionável de Jacobsomys, um gênero do Plioceno norte-americano que, segundo ele, pode ser ancestral de Oryzomys.

## Literatura citada
- Baskin, J.A. 1978. Bensonomys, Calomys, and the origin of the phyllotine group of Neotropical cricetines (Rodentia: Cricetidae) (assinatura necessária). Journal of Mammalogy 59:125–135.
- Baskin, J.A. 1986. The late Miocene radiation of Neotropical sigmodontine rodents in North America. Pp. 287–303 in Flanagan Kathryn, M. e Lillegraven Jason, A. (eds.). Vertebrates, Phylogeny, e Philosophy. Laramie, Wyoming: University of Wyoming, Department of Geology and Geophysics.
- Hershkovitz, P. 1966. Mice, land bridges and Latin American faunal interchange. Pp. 725–751 in Wenzel, R.L. e Tipton, V.J. (eds.). Ectoparasites of Panama. Chicago: Field Museum of Natural History.
- Hibbard, C.W. 1939. Notes on additional fauna of Edson Quarry of the middle Pliocene of Kansas (assinatura necessária). Transactions of the Kansas Academy of Science 42:457–462.
- Korth, W.W. 1994. The Tertiary Record of Rodents in North America. Springer, 319 pp. ISBN 978-0-306-44696-2
- Lindsay, E.H. 2008. Cricetidae. Pp. 456–479 in Janis, C.M., Gunnell, G.F. e Uhen, M.D. (eds.). Evolution of Tertiary Mammals of North America. Volume 2: Small Mammals, Xenarthrans, e Marine Mammals. Cambridge University Press, 802 pp. ISBN 978-0-521-78117-6
- McKenna, M.C. e Bell, S.K. 1997. Classification of Mammals: Above the species level. New York: Columbia University Press, 631 pp. ISBN 978-0-231-11013-6
- Musser, G.G. e Carleton, M.D. 2005. Superfamily Muroidea. Pp. 894–1531 in Wilson, D.E. e Reeder, D.M. (eds.). Mammal Species of the World: a taxonomic and geographic reference. 3rd ed. Baltimore: The Johns Hopkins University Press, 2 vols., 2142 pp. ISBN 978-0-8018-8221-0
- Pardiñas, U.F.J., D'Elía, G. e Ortiz, P.E. 2002. Sigmodontinos fósiles (Rodentia, Muroidea, Sigmodontinae) de América del sur: Estado actual de su conocimiento y prospectiva. Mastozoología Neotropical 9(2):209–252 (em Espanhol).
- Weksler, M. 2006. Phylogenetic relationships of oryzomyine rodents (Muroidea: Sigmodontinae): separate and combined analyses of morphological and molecular data. Bulletin of the American Museum of Natural History 296:1–149.